# Эрцен, Ганс-Ульрих фон
Ганс Ульрих фон Эрцен (нем. Hans-Ulrich von Oertzen, 1915 — 1944) — офицер немецкого генерального штаба, участник Заговора 20 июля.

## Биография
Происходит из рода Эрцен, отец погиб 27 февраля 1916 года в Шампани на Западном фронте во время Первой мировой войны. Воспитывался овдовевшей матерью в семейном поместье, позже она поехала в Берлин в качестве художницы, где с 1933 года стала первой председателем Ассоциации берлинских художников, где в том же году окончил среднюю школу.
Затем поступил на службу в рейхсвер, в последующие годы прошёл офицерскую подготовку в Вермахте. В 1938 году переведён адъютантом в командование группы войск в Вене. С 1940 года служил офицером-преподавателем в армейской разведывательной школе в Галле, а с июня 1941 года — в 1-м разведывательном полку танковой армии. После прохождения штабных курсов в сентябре 1942 года был направлен в штаб пехотной дивизии. В 1943 году стал майором генерального штаба и офицером по обучению в штабе группы армий «Центр» под командованием полковника Хеннинга фон Трескова. Вошёл в группу офицеров, готовивших покушение на Адольфа Гитлера. 26 марта 1944 года женился на Ингрид фон Ланген-Штайнкеллер (13 сентября 1922 года, Брауншвейг — 4 марта 2015 года, Бад-Зегеберг), дочери отставного капитана.
20 июля 1944 года в качестве офицера связи из штаба командования военного округа участвовал в реализации заговора. После неудавшегося покушения на Гитлера был арестован генералом Карлом фон Тюнгеном, который на самом деле принадлежал к группе сопротивления, впоследствии им же допрашивался, совместно с генералом Иоахимом фон Корцфляйшем. Первоначально не было обнаружено никаких доказательств его участия в заговоре, пока не было выяснено, что его видели с Клаусом Шенком фон Штауффенбергом осенью 1943 года. До прибытия гестапо покончил с собой при помощи гранат.